# Tombes dels Reis (Pafos)

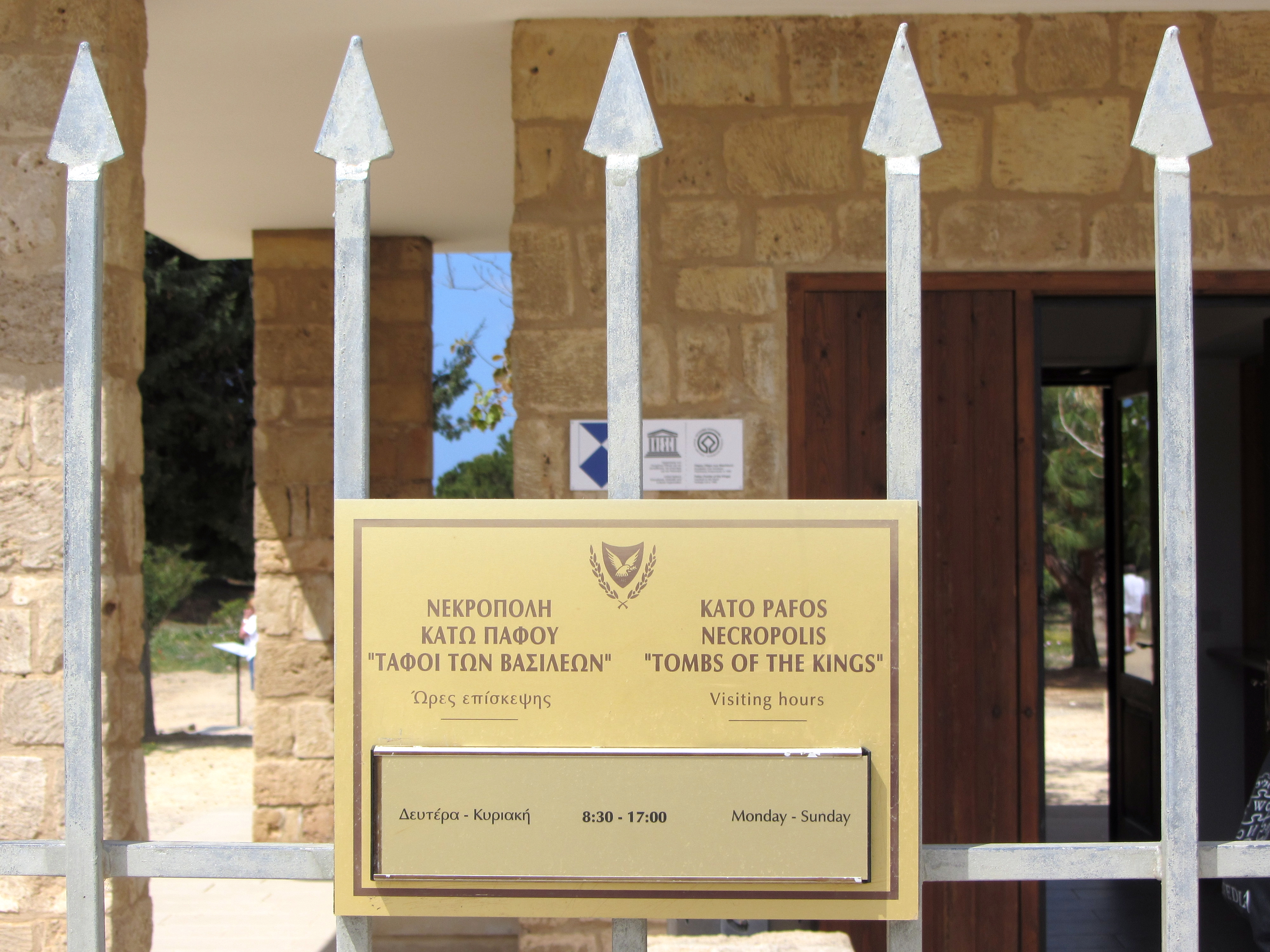
Entrada al jaciment arqueològic (2014)

Les Tombes dels reis és una necròpoli a la costa oest de Xipre, entre Ktima i Kato Pafos. La denominació prové del segon quart del segle xx per la impressió que causava la grandària de les tombes excavades a la roca. No són, però, tombes de reis, perquè en els temps de Ptolemeu (294–58 abans de la nostra era), sota el domini del qual es van construir les tombes, ja no existia pas el Regne de Xipre. Són del segle iii ae i mostren la riquesa i prosperitat dels habitants, seguint l'estil de l'Antic Egipte. Les grans tombes sepulten funcionaris de l'administració ptolemaica o els caps d'estat.
La necròpoli va utilitzar-se fins al segle iii i va servir de refugi als primers cristians durant la seua persecució. En l'edat mitjana fou ocupada per persones que en modificaren l'arquitectura original.
La Unesco declarà al 1980 les ruïnes de Nea Pafos, a les quals pertanyen les tombes, Patrimoni de la Humanitat.

## Història de les recerques

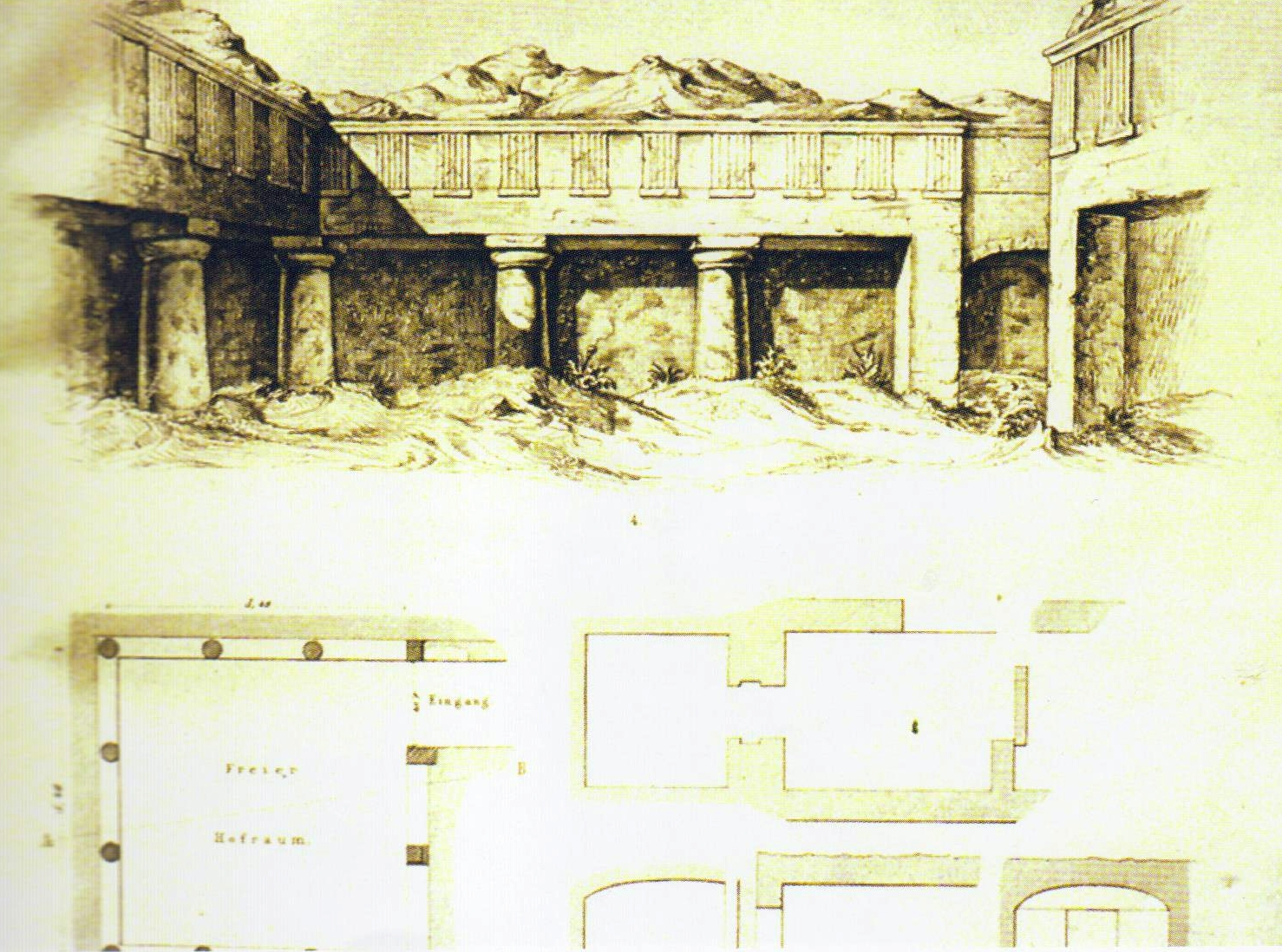
Il·lustració de l'arqueòleg Ludwing Ross (1845)

El viatger anglés Richard Pococke, al 1738, fou el primer que va descriure la necròpoli. El 1800 l'orientalista Joseph von Hammer-Purgstall va recórrer Pafos i en feu una descripció, sobretot del peristil. Sis anys més tard l'aventurer català Domènec Badia Leblic visità Pafos i en deixà constància per escrit. Amb Ludwig Ross, al 1845, s'elaboren els primers dibuixos de les tombes, fets per un especialista.
El lladre de tombes i caçatresors Luigi Palma di Cesnola, llavors cònsol dels Estats Units a Xipre, excavà al 1870 la necròpolis. 45 anys més tard, el 1915, se'n feren les primeres excavacions seguint criteris científics, dirigides per Menelaos Markidis, el conservador del Museu de Xipre. Abans, els arqueòlegs Edmond Pottier (1878) i Wilhelm Dörpfeld amb Max Ohnefalsch-Richter (1890) van descriure les ruïnes. Dörpfeld en feu fotografies per a l'Institut Arqueològic Alemany d'Atenes.
El 1937, van treballar persones preses en la neteja de les tombes més grans. Després de la Segona Guerra Mundial, es continuà treballant a la necròpoli del 1945 al 1952. Després de l'ocupació del nord de Xipre per Turquia i la divisió política consegüent, comença al 1977, dirigida per Sophokles Hadjisavvas l'excavació sistemàtica de les tombes, per estudiar els costums funeraris durant el període hel·lenístic. El 1990 es van interrompre les obres de conservació i restauració de les roques, i es reemprengueren al 2012.

## Arquitectura

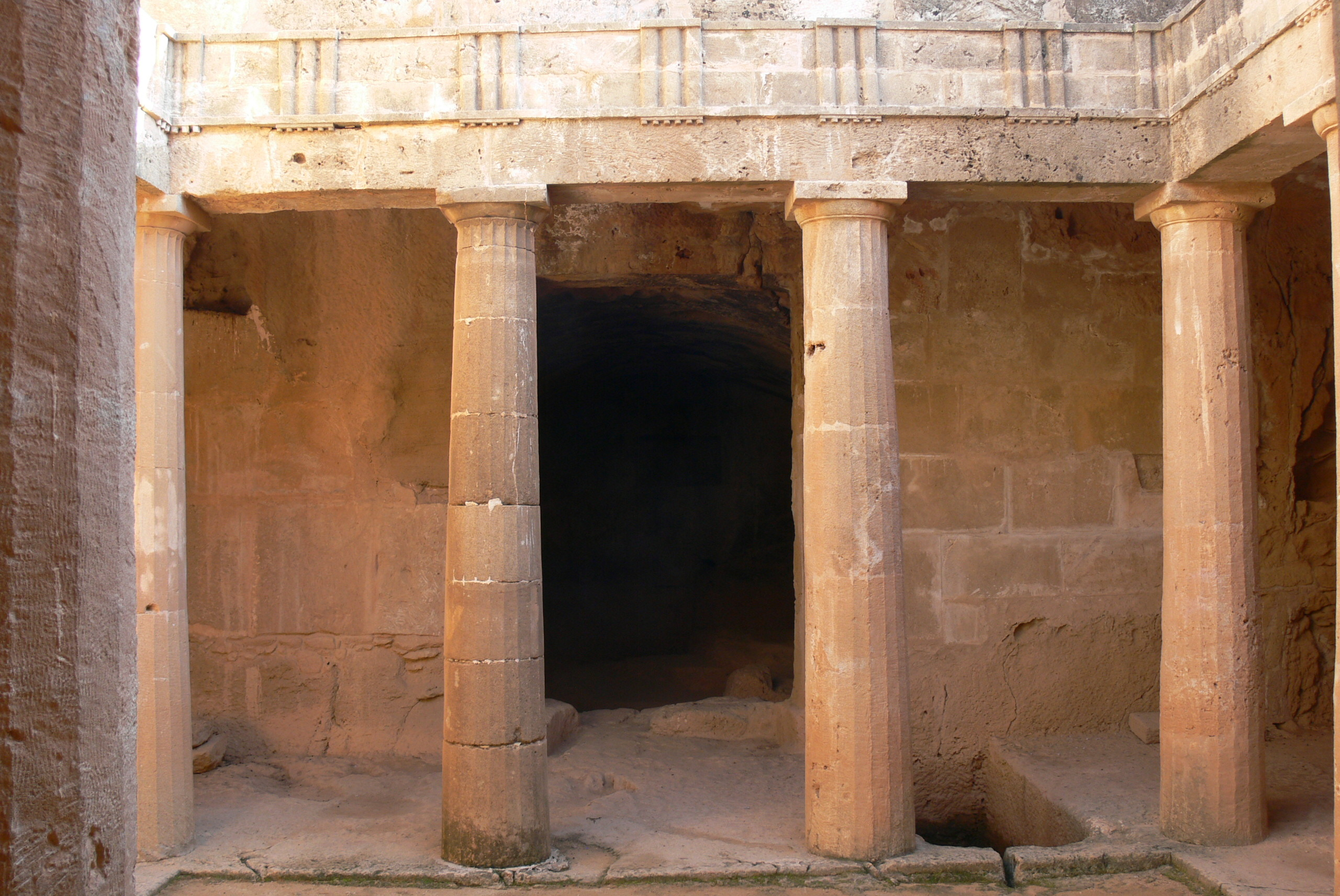
Tomba 3: columnes dòriques amb arquitraus i tríglifs (2011)

Les tombes de la necròpoli són de pedra calcària. N'hi ha de diferents tipus: tomba de fossa, tomba de cambra o fins i tot tomba d'atri. Tenen formes i motius arquitectònics grecs. Els graons del dromos duen al recinte funerari de sala quadrada, i d'ací parteixen buits amb forma de túnel (lòculs), i en les tombes de l'atri ixen a un pati interior amb peristil. Del peristil s'obrin de nou entrades a les avantcambres, de les quals ixen cambres funeràries individuals o interconnectades entre si. Les tombes són per a diverses persones. Les columnes quadrades o d'ordre dòric, tallades en el llit rocós, descansen sobre bigues horitzontals o arquitraus formats per una sola peça. Les mètopes i els tríglifs dels frisos, perforats en la pedra, en formen la part superior.
Les tombes de peristil, amb les tombes de cambra parcialment superficials properes a l'entrada difereixen de la del centre del conjunt. S'erigeix com un enorme bloc al mig del pati excavat a la roca i s'assembla més a la necròpoli de Mustafa Paixà d'Alexandria, un conjunt funerari a la necròpoli del nord descobert l'any 1983 i que fins ara es considerava únic. Ací desemboca un dromos esglaonat. Com en altres, aquesta tomba té rics adorns d'estuc. És clara la relació de Xipre amb Alexandria, tot i que les tombes macedònies en fossen la referència. Aquestes tombes ja havien estat probablement saquejades en temps de l'Antiga Roma. I algunes restes de creus indiquen que es reutilitzaren en època paleocristiana.

## Troballes arqueològiques
S'hi han trobat ceràmica del segle III abans de la nostra era, com ara àmfores, lècits i llums, joies d'or, fulles de murta d'or, una píxide de vori, monedes del segle II ae i de l'època en què va nàixer Cleòpatra V Selene. Un gran nombre d'objectes es troben en el Museu Arqueològic de Pafos. La troballa d'un forn de terrisseria de l'edat mitjana i la modificació de la Tomba 5 amb el tancament de l'atri apunten a una utilització secular com a cases.

## Aixovars funeraris
Arran de les recerques fetes fins al moment, es pot concloure que cada família tenia una tomba pròpia, en què es poden trobar sepulcres de diferents tipus, un procediment que també es dona en el cementiri del Ceràmic. Els grups de tombes més grans tenien cisternes per abastir aigua potable destinada a la purificació. Als difunts se'ls lliuraven en pires aixovars funeraris, com ara ocells, ous i fruita.

## Fotos

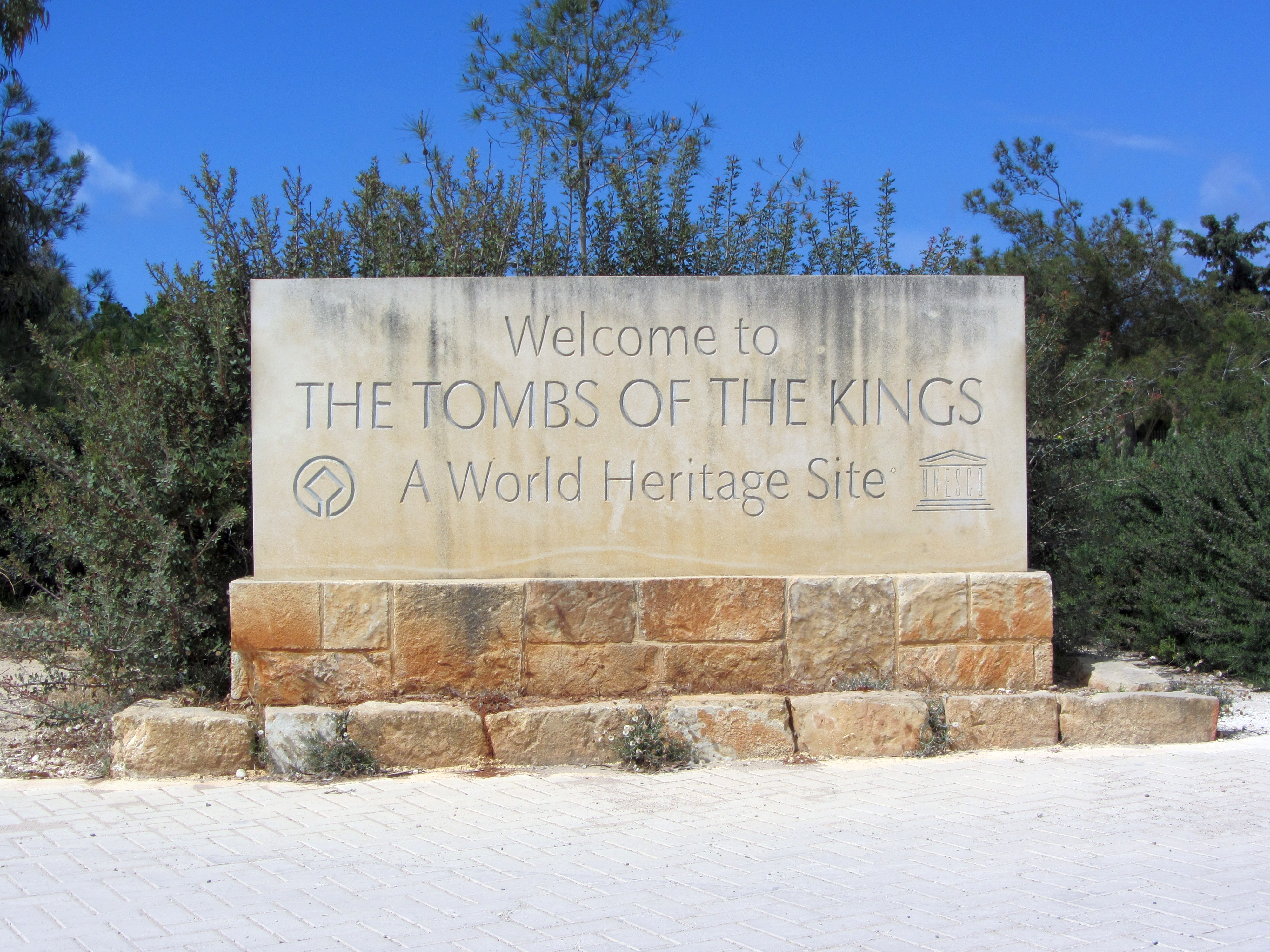
Cartell de la Unesco (2014)
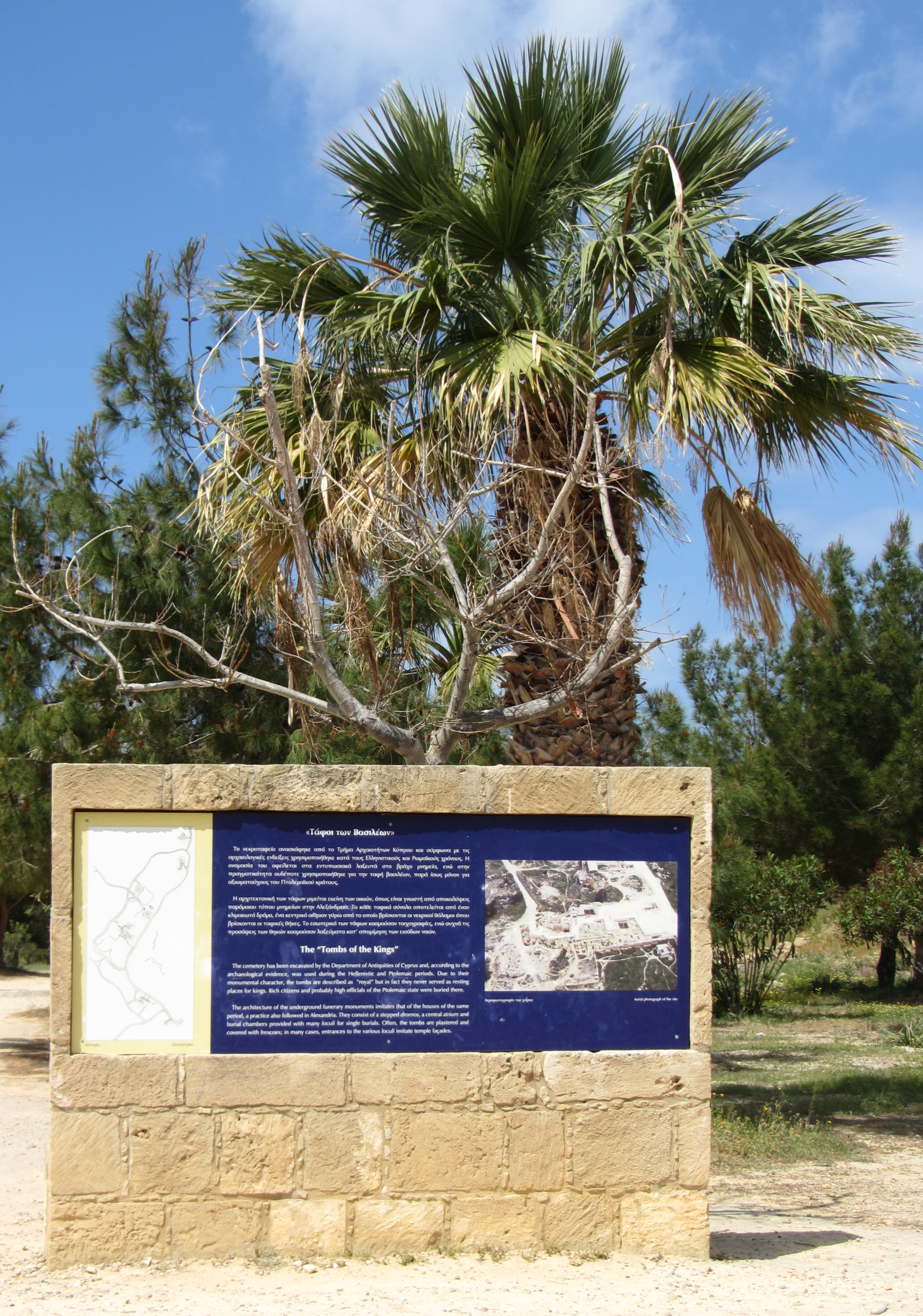
Panell informatiu (2014)
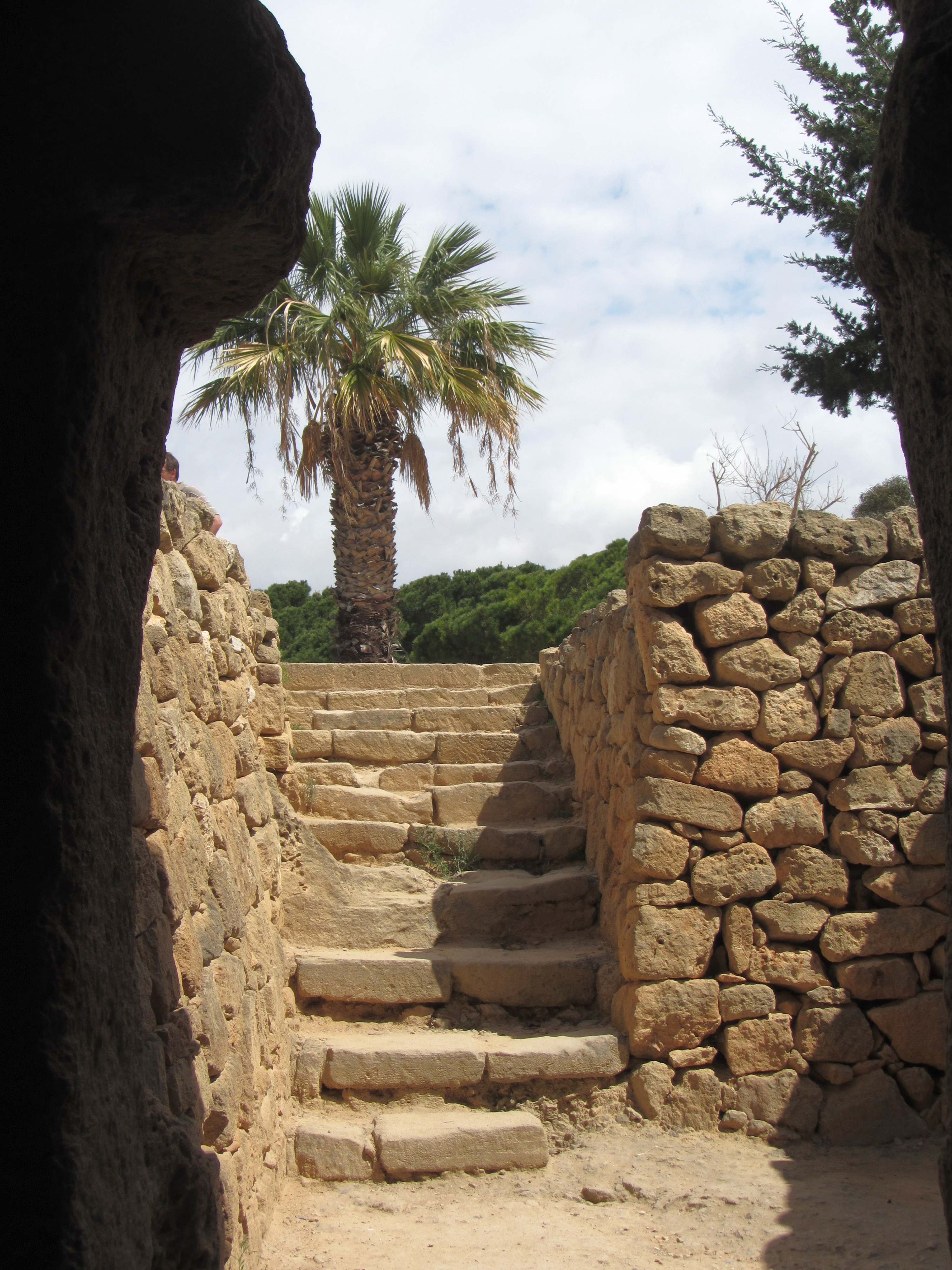
Tomba 1, dromos (2014)
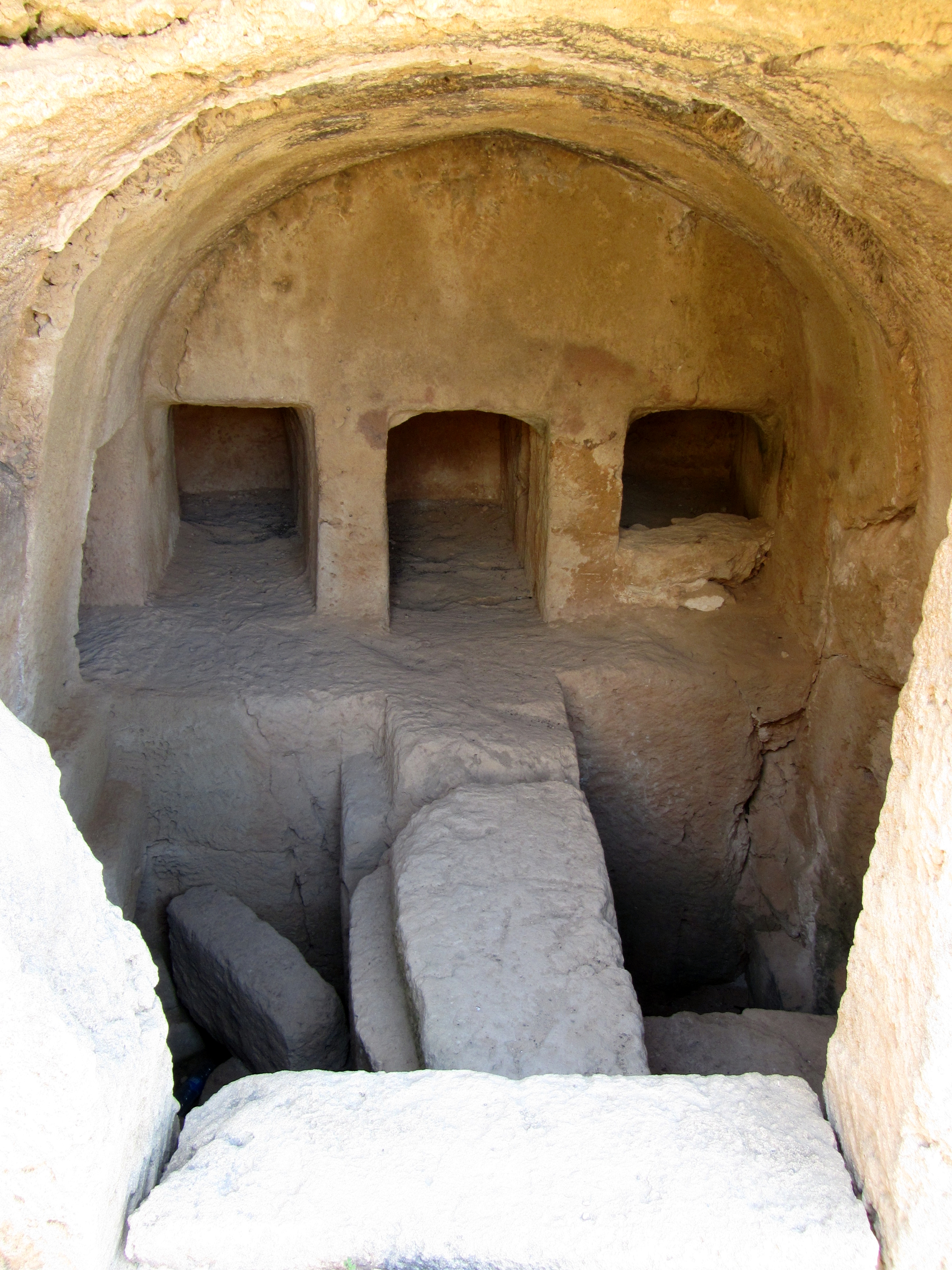
Tomba 2, nínxol funerari (2014)
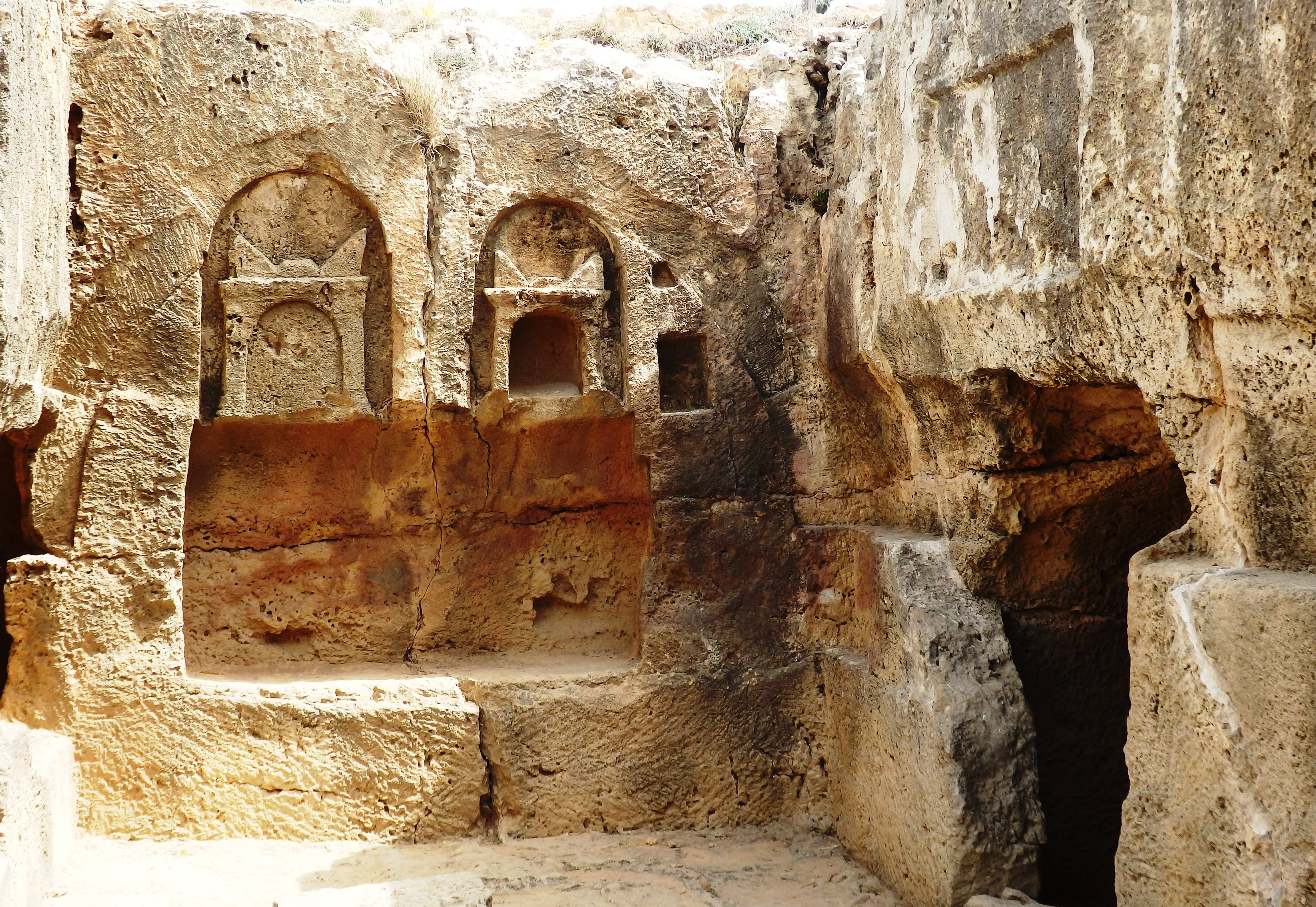
Nínxol per a ofrenes al costat nord de la Tomba 2
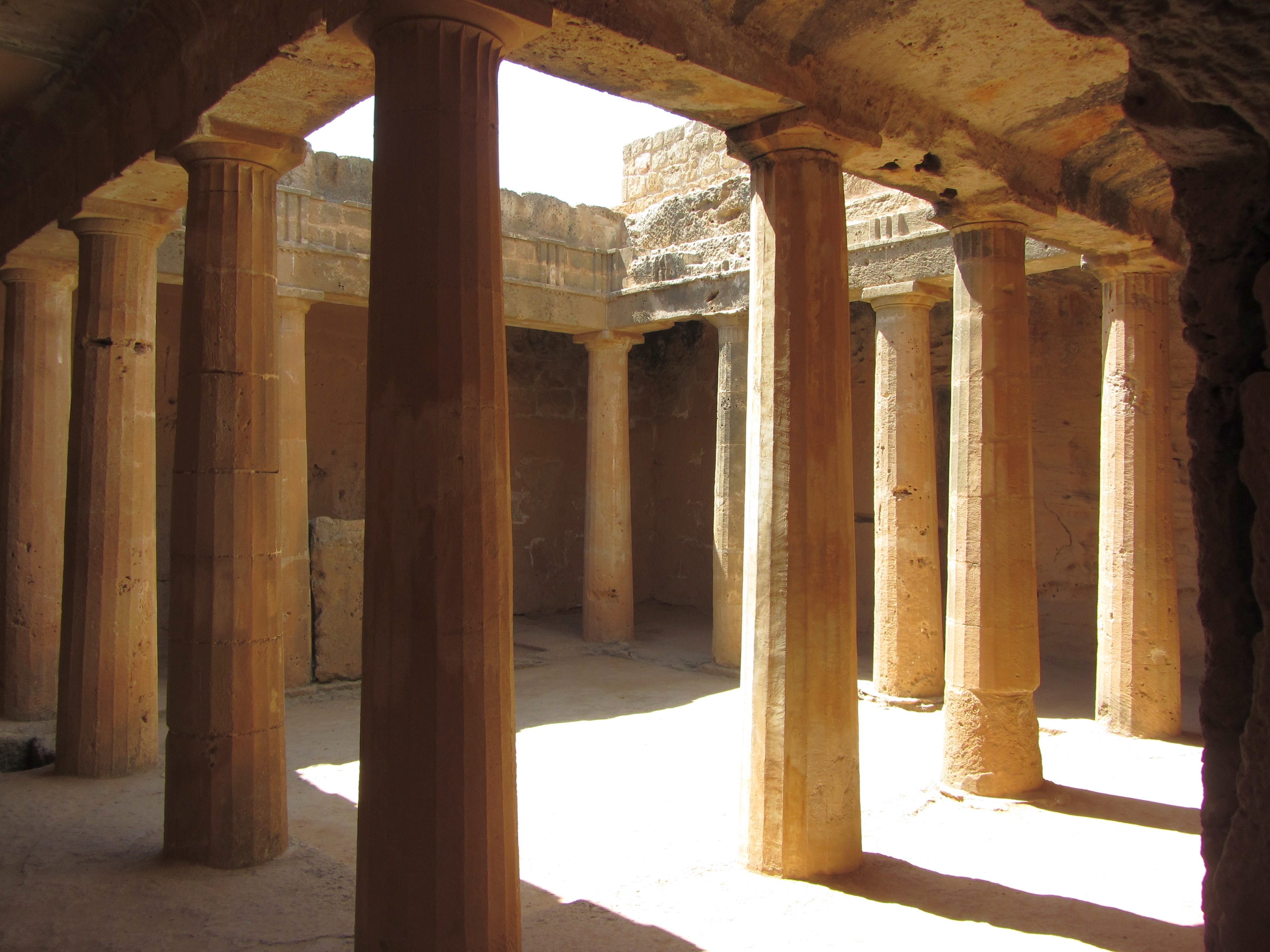
Interior de la Tomba 3, peristil (2014)
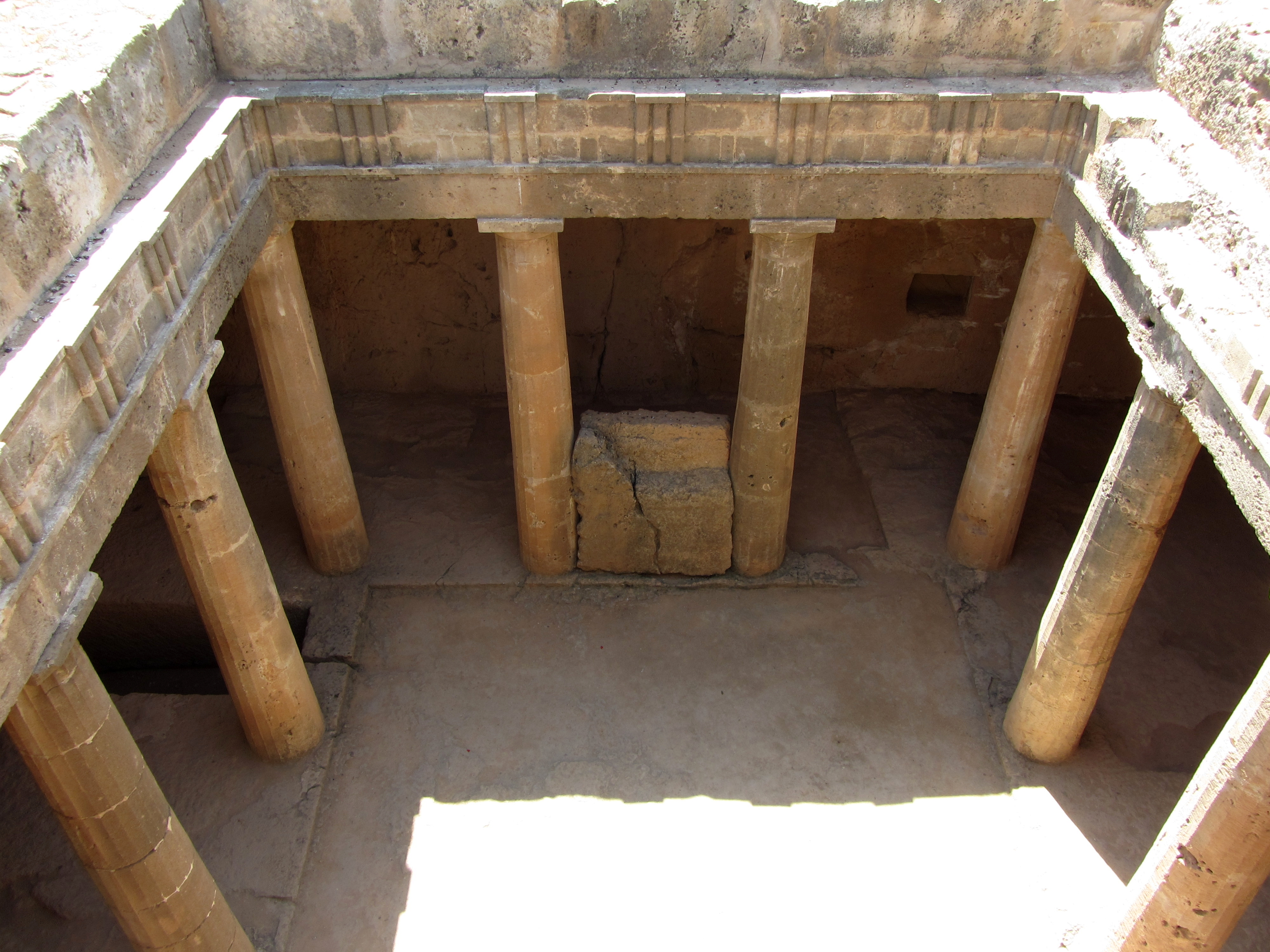
Tomba 3, peristil vist des de dalt (2014)
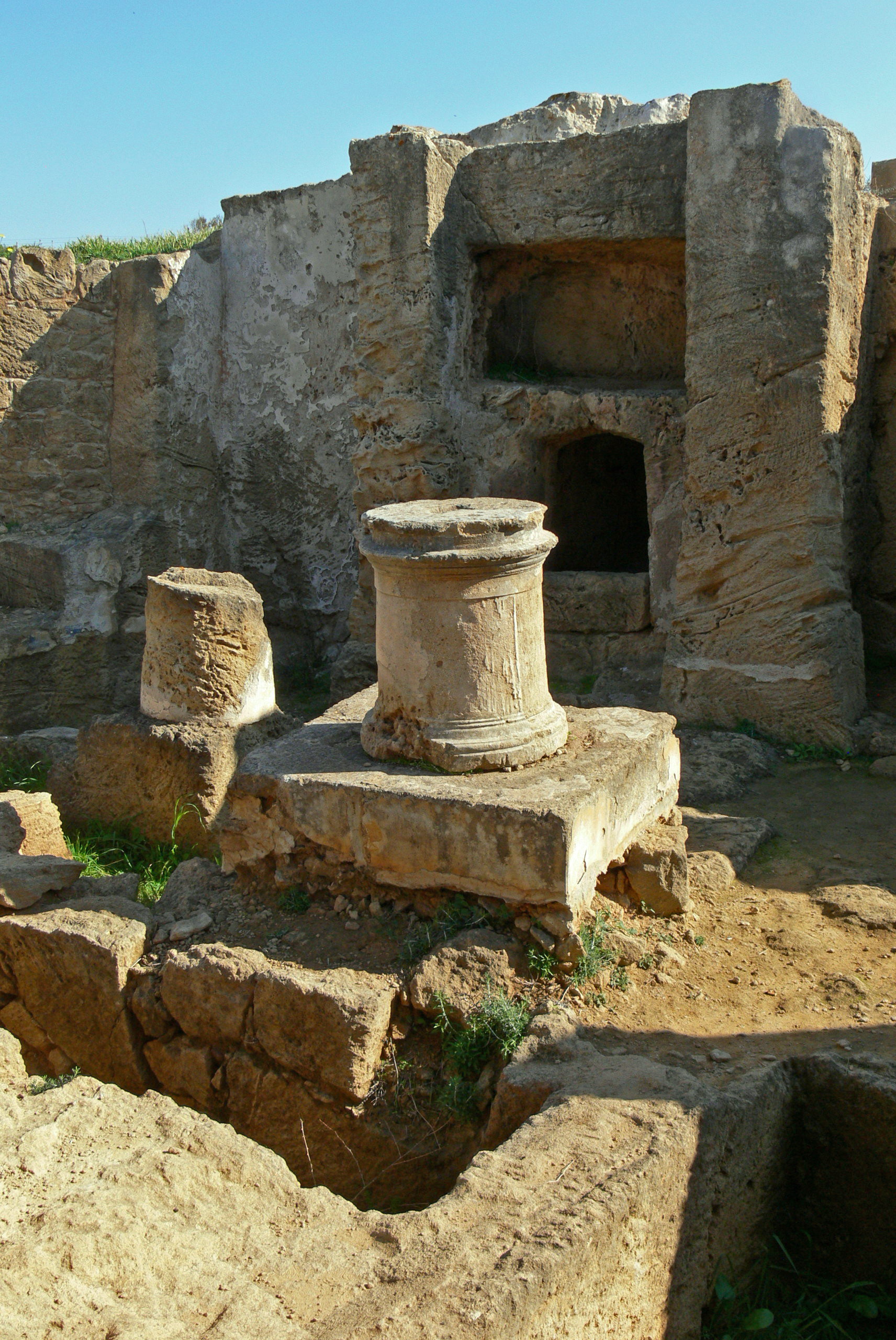
Tomba 6, base funerària enmig de l'atri[14] (2011)
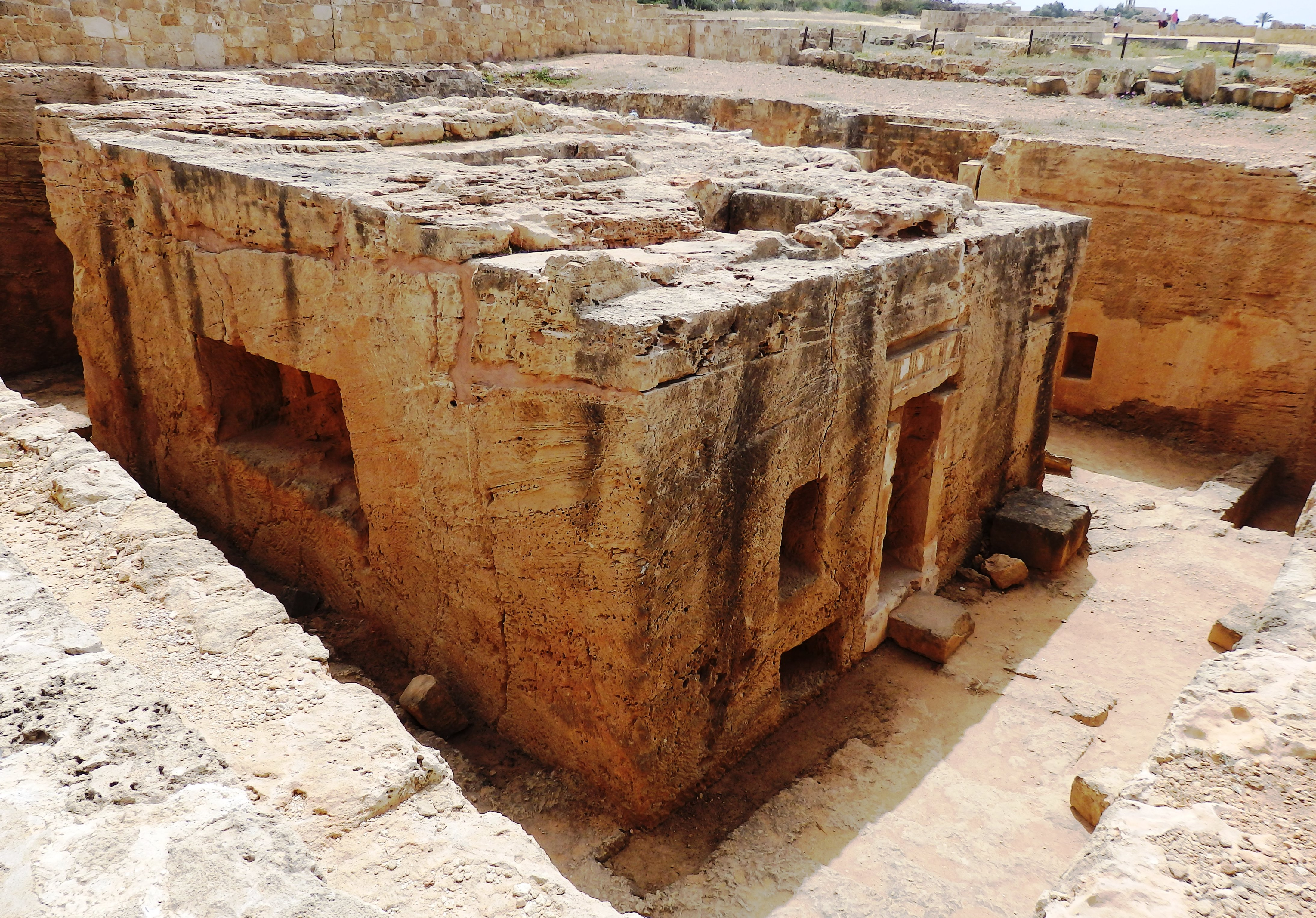
Tomba 8 des de dalt
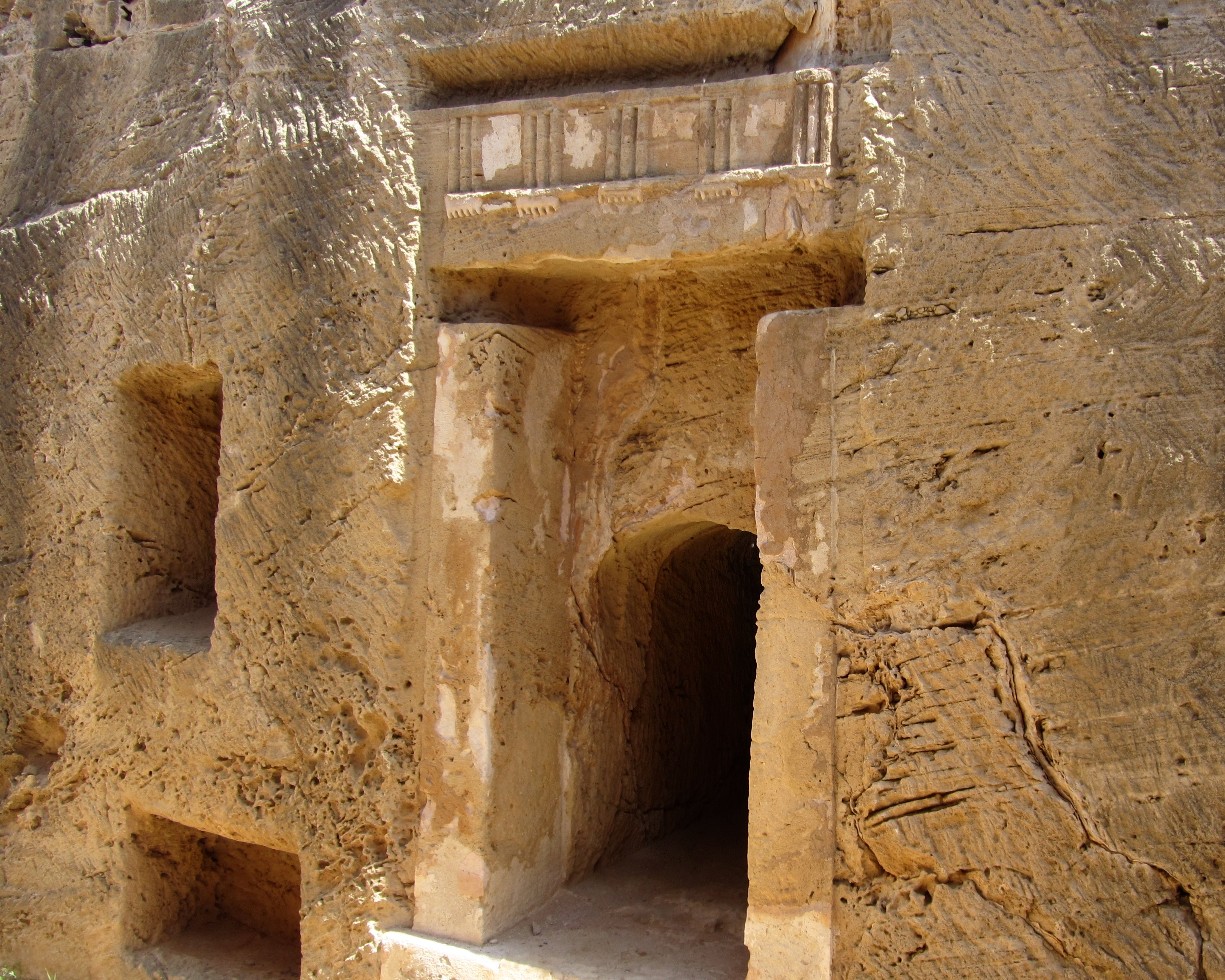
Tomba 8, nínxol funerari amb portal (2014)